# Alain Feutrier
Alain Feutrier (ur. 16 lutego 1968 w Saint-Jean-de-Maurienne) – francuski narciarz alpejski. Najlepszym wynikiem Feutriera na mistrzostwach świata było 11. miejsce w gigancie na mistrzostwach w Saalbach. Zajął 19. miejsce w gigancie na igrzyskach w Albertville. Najlepsze wyniki w Pucharze Świata osiągnął w sezonie 1992/1993, kiedy to zajął 55. miejsce w klasyfikacji generalnej.

## Sukcesy

### Puchar Świata

#### Miejsca w klasyfikacji generalnej
- 1990/1991 – 70.
- 1991/1992 – 96.
- 1992/1993 – 55.
- 1993/1994 – 107.

#### Miejsca na podium
1. Alta Badia – 13 grudnia 1992 (gigant) – 2. miejsce